# Cleostratus (cráter)
Cleostratus es un cráter de impacto situado cerca de la extremidad noroeste de la Luna. Se encuentra al noreste del cráter Xenophanes, y al oeste-suroeste del prominente  Pythagoras. Desde la Tierra este cráter aparece muy alargado debido al escorzo.
|  |

El borde de este cráter se ha convertido en suave hombro debido a la constante erosión causada por sucesivos impactos, y la formación es ahora sólo una depresión en la superficie rodeada por un resalto erosionado. Un par de pequeños cráteres se extiendan más allá del borde sudoeste, que forma parte de una cadena corta de cráteres que conducen hacia el oeste. A lo largo de la cresta del borde sur aparece una cresta lineal. El cráter satélite Cleostratus E está unido al borde del noroeste, e invade ligeramente la pared interior. El piso interior de este cráter es plano y casi sin rasgos distintivos, solo tiene unos pocos pequeños cráteres que marcan su superficie.

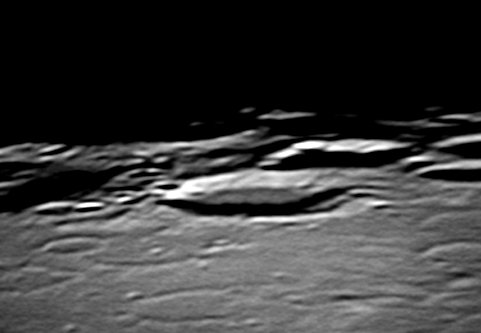
Cleostratus (centro) en una fotografía telescópica.

## Cráteres satélite
Por convención estos elementos son identificados en los mapas lunares poniendo la letra en el lado del punto medio del cráter que está más cerca de Cleostratus.
|             | \| Cleostratus \| Coordenadas \| Diámetro \| \| ----------- \| ----------------------------- \| -------- \| \| A \| 62°42′N 77°18′O / 62.7, -77.3 \| 35 km \| \| E \| 60°54′N 79°36′O / 60.9, -79.6 \| 21 km \| \| F \| 61°30′N 80°24′O / 61.5, -80.4 \| 50 km \| \| H \| 61°12′N 81°54′O / 61.2, -81.9 \| 13 km \| \| J \| 61°18′N 83°48′O / 61.3, -83.8 \| 20 km \| \| K \| 62°00′N 81°06′O / 62.0, -81.1 \| 17 km \| \| L \| 62°12′N 79°18′O / 62.2, -79.3 \| 11 km \| \| M \| 61°30′N 74°54′O / 61.5, -74.9 \| 9 km \| \| N \| 60°36′N 73°06′O / 60.6, -73.1 \| 4 km \| \| P \| 59°36′N 72°54′O / 59.6, -72.9 \| 7 km \| \| R \| 58°54′N 72°54′O / 58.9, -72.9 \| 6 km \| |          |
| Cleostratus | Coordenadas | Diámetro |
| A           | 62°42′N 77°18′O / 62.7, -77.3 | 35 km    |
| E           | 60°54′N 79°36′O / 60.9, -79.6 | 21 km    |
| F           | 61°30′N 80°24′O / 61.5, -80.4 | 50 km    |
| H           | 61°12′N 81°54′O / 61.2, -81.9 | 13 km    |
| J           | 61°18′N 83°48′O / 61.3, -83.8 | 20 km    |
| K           | 62°00′N 81°06′O / 62.0, -81.1 | 17 km    |
| L           | 62°12′N 79°18′O / 62.2, -79.3 | 11 km    |
| M           | 61°30′N 74°54′O / 61.5, -74.9 | 9 km     |
| N           | 60°36′N 73°06′O / 60.6, -73.1 | 4 km     |
| P           | 59°36′N 72°54′O / 59.6, -72.9 | 7 km     |
| R           | 58°54′N 72°54′O / 58.9, -72.9 | 6 km     |